# 亮菌甲素
亮菌甲素（英語：Armillarisin A），也称作亮菌素A、假蜜环菌甲素、假蜜环菌素A，是从亮菌（又称为假蜜环菌）菌丝体中提取的物质，也可以人工合成。亮菌甲素主要用于治疗急性胆囊炎、慢性胆囊炎急性发作，也用于治疗其他肝胆疾病。

## 齐二药亮菌甲素注射液中毒事件
2006年，中國內地發生亮菌甲素注射液中毒事件，齊齊哈爾第二製藥（齊二藥）生產的亮菌甲素注射液共有64人注射，其中9人死亡。調查發現，此次中毒事件是因为原本应该使用的药用辅料丙二醇被采购人员替换成了有毒的二甘醇引起的。这批齐二药亮菌甲素注射液中毒者有4個臨床表現，即消化道和腎區疼痛、腎功能損傷、神經系統損傷、肝功能損傷。至5月22日仍有5名注射假藥的病人在中山大學附屬第三醫院搶救治療中。